# Беарн
Беа́рн (фр. Béarn, оксит. Bearn/Biarn, баск. Biarno) — южная пограничная историческая область Франции, площадью около 4500 км², входит в основном в состав нынешнего департамента Атлантические Пиренеи, тогда как меньшая часть относится к департаменту Ланды. Главный город области — По.

## География
Пиренеи, покрытые густыми лесными пространствами, а местами вечным снегом, постепенно спускаются здесь к низким предгорьям, которые на многих местах изборождены речками и маленькими горными ручьями. Здоровый климат и богатые горные пастбища поддерживают превосходное скотоводство, особенно разведение лошадей. Горные ущелья и холмы усеяны виноградниками; в низменных местах растёт кукуруза, а на плоских возвышенностях возделывается лён.

## История

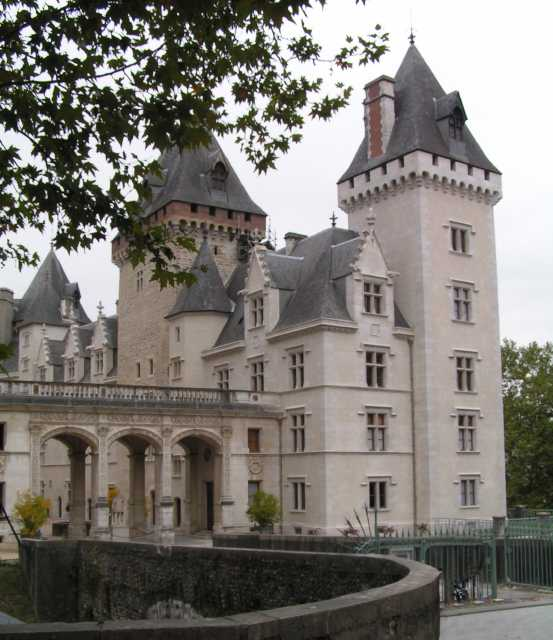
Замок виконтов Беарна в По

Во времена Каролингов Беарн образовал особое виконтство, первым правителем которого был Сантюль I. Между его преемниками особенно прославился Гастон IV, правивший в 1090—1130 годах, один из героев Первого крестового похода, получивший потом за свои воинские подвиги на службе короля Альфонса I Арагонского в ленное владение Сарагосу.
В 1134 году угасло мужское потомство виконтов Беарна, и стране угрожала опасность лишиться своей самостоятельности и быть присоединённой к Арагонскому королевству. Беарнцы взялись за оружие, прогнали от себя Марию, дочь последнего виконта Сантюля VI, признавшую над собой верховную власть Альфонса II Арагонского, и провозгласили своим правителем одного из дворян Бигорры, который, однако, был убит ими на втором году своего царствования. Та же участь постигла и его преемника, некоего рыцаря из Оверна. Тогда беарнцы избрали сына принцессы Марии, Гастона VI, при потомках которого Беарн в результате брачных союзов перешёл сначала к графам Фуа, а потом вместе с Фуа к Наварре.
При Генрихе IV, уроженце Беарна, страна вошла в состав Французского королевства и окончательно присоединена к нему Людовиком XIII в 1620 году. Вместе с тем в Беарне началось насильственное искоренение протестантизма, пустившего там глубокие корни с 1560 года. Население Беарна пользовалось большими льготами вплоть до Революции 1789 года и имело свой Cour major, соединённый потом Людовиком XIII с наваррским парламентом.